# Clem Van Winkel
Clementina (Clem) Van Winkel-Herinckx (Buizingen, 24 december 1927 - Mechelen, 17 november 2015) was een Belgisch politica voor de CVP.

## Levensloop
Professioneel was Clem Herinckx boekhoudster bij de CCOD van het ACV. Daar leerde ze Bert Van Winkel kennen met wie ze trouwde. Ze verhuisde na haar huwelijk naar Duffel.
Clem Van Winkel werd politiek actief en verkozen als gemeenteraadslid in 1970. Zes jaar later werd ze tevens aangesteld als schepen. In 1990 werd ze de eerste - en tot op heden enige - vrouwelijke burgemeester van Duffel. In 2000 verliet ze de politiek, ze werd opgevolgd als burgemeester door partijgenoot Guido De Vos. Als burgemeester was ze onder meer verantwoordelijk voor de oprichting van de Welzijnsraad, de cultuurdienst en de renovatie van het gemeentehuis.